# Gobiconodontidae
Los gobiconodóntidos (Gobiconodontidae) son una familia extinta de mamíferos triconodontos que vivieron durante el Cretácico Inferior.

## Filogenia
Cladograma de acuerdo con el análisis de Marisol Montellano, James A. Hopson y James M. Clark (2008) and Gao et al. (2010).
|  | ? Meemannodon |
|  |               |
|  | Repenomamus   |
|  |               |

|  | Gobiconodon (incl. Guchinodon) |
|  |                                |
|  | Huasteconodon                  |
|  |                                |

|  | ? Meemannodon |
|  |               |
|  | Repenomamus   |
|  |               |

|  | Gobiconodon (incl. Guchinodon) |
|  |                                |
|  | Huasteconodon                  |
|  |                                |

|  | ? Meemannodon |
|  |               |
|  | Repenomamus   |
|  |               |

|  | Gobiconodon (incl. Guchinodon) |
|  |                                |
|  | Huasteconodon                  |
|  |                                |

|  | ? Meemannodon |
|  |               |
|  | Repenomamus   |
|  |               |

|  | Gobiconodon (incl. Guchinodon) |
|  |                                |
|  | Huasteconodon                  |
|  |                                |